# Łukasz Sołowiej
Łukasz Sołowiej (ur. 11 października 1988 w Sokółce) – polski piłkarz grający na pozycji obrońcy w Puszczy Niepołomice.